# Окерт Потгітер
Окерт Потгітер (англ. Ockert Potgieter) (11 грудня 1965 — 11 жовтня 2021, Моссел-Бей, ПАР) — південноафриканський місіонер в Україні та кінорежисер.

## Освіта
Шкільні роки Потгітер закінчив у гімназії Потчефструма. Він далі вивчав право в Потчефструмському університеті християнської вищої освіти, а після закінчення бакалаврату отримав ступінь доктора права. Він був удостоєний честі бути найкращим студентом права в Південній Африці. У 1989 році він отримав нагороду юриста від «Фонду лояльності». Він отримав диплом із соціального права в Гентському університеті (Бельгія), одночасно із Стелленбошським університетом.

## Місіонерство
Після того, як Потгітер провів студентську групу Україною, він і його дружина вирішили заснувати церкву в Рені під назвою «Світло світу» в 1990 році. Відтоді вони проводять програми підтримки громади. Вони зосередилися на тій частині Рені, яка є бідною та має недоглянуту інфраструктуру. У районі, де вони працювали, у більшості будинків не було ні електрики[джерело?], ні туалету. Туалети більшості будинків були надворі. Належний доступ до води був обмежений, а електрика була лише 6 годин на добу[джерело?]. Потгітер розпочав кампанію під назвою «Я люблю Рені». Це проєкт, який підтримує та ремонтує інфраструктуру, прибирає місто, забезпечує воду, оновлює дороги та виконує фарбувальні роботи. Раз на рік допомагають соціальні працівники-волонтери з Великої Британії. Для цих проєктів він співпрацює з «Jubilee Church» Мейдстоун, Велика Британія, і мером Рені Ігорем Плєховим. Було створено дитячий садок, а також програму для збагачення життя дітей з ознайомлення їх із різними країнами та культурами. У минулому на Потгітерів нападали озброєні люди, але вони вижили.

## Режисер
Потгітер був режисером і сценаристом фільму «Досить» (рос. Хватит), російського фільму, який вийшов у 2013 році. Це фільм, знятий New Day Films. Гасло — «у кожному житті приходить час відпустити». Фільм — це історія ненависті, війни та зради, подолати яку можна лише через любов. Дія відбувається в Росії в 1917 році. Двоє дітей втекли від війни і змушені були виживати самі. Роки потому один із тих, хто вижив, повернувся, щоб знайти спокій. Його знімали в Україні.

## Смерть
Потгітер помер від пневмонії спричиненої COVID-19 під час пандемії COVID-19 у Південній Африці рівно за два місяці до свого 56-річчя.